# Närhet
Närhet, som ett begrepp i kristendomen, syftar ofta på Guds närhet till människor. När Paulus talade inför atenarna sade han bland annat: "...han är ju inte långt borta från någon enda av oss. Ty i honom är det vi lever, rör oss och är till". Apg 17:27-28
Guds närhet till oss målas med ännu klarare linjer i Jesu löfte om Den Helige Ande: 
Johannes 7:37-39 På högtidens sista och största dag ställde sig Jesus och ropade: ”Är någon törstig, så kom till mig och drick. Den som tror på mig, ur hans inre skall flyta strömmar av levande vatten, som skriften säger.” Detta sade han om Anden, som de som trodde på honom skulle få. Ty ännu hade Anden inte kommit, eftersom Jesus ännu inte hade blivit förhärligad.